# Solaris (film fra 1972)
 For alternative betydninger, se Solaris. (Se også artikler, som begynder med Solaris)
Solaris (russisk: Солярис, translit.: Soljaris) er en sovjetisk science fiction-film fra 1972 baseret på Stanisław Lems roman fra 1961 af samme navn. Filmen er produceret af Mosfilm og instrueret af Andrej Tarkovskij, der tillige var medforfatter på filmens manuskript. Filmens hovedroller spilles af Donatas Banionis og Natalja Bondartjuk. Den elektroniske musik til filmen er komponeret af Eduard Artemjev baseret på et tema fra J.S. Bach.
Filmens handling er centreret om en rumstation, der er i kredsløb om den fiktive planet, hvor en videnskabelig mission har måtte afbrydes, da de tre besætningsmedlemmer på rumstationen er kommet i følelsesmæssig ubalance. Psykologen Kris Kelvin (spillet af Banionis) rejser til rumstationen for at afklare situationen, men oplever de samme mystiske problemer som den øvrige besætning.
Solaris vandt juryens specialpris ved Filmfestivalen i Cannes i 1972 og deltog i konkurrencen om Den Gyldne Palme. Filmen har modtaget ros fra anmeldere, og er ofte nævnt som en af de bedste science fiction film i filmhistorien. Filmen er Tarkovskijs forsøg på at bringe større følelsesmæssig dybde ind i science fiction genren; han anså de fleste vestlige science fiction film, herunder 2001: A Space Odyssey (1968), som overfladisk, da filmene focuserer på teknologisk innovation. En række af idéerne fra Solaris blev videreført i Tarkovskijs senere film Vandringsmanden (Stalker) fra 1979.

## Medvirkende
- Donatas Banionis som Kris Kelvin
- Raimundas Banionis
- Natalja Bondartjuk som Hari
- Jüri Järvet som Dr. Snaut
- Vladislav Dvorzjetskij som Henri Burton